# Rhynchoedura sexapora
Statut de conservation UICN

 LC : Préoccupation mineure
Espèce
Rhynchoedura sexapora est une espèce de gecko de la famille des Diplodactylidae. Il est classé LC (Least concern) par l'UICN.

## Morphologie
Ce gecko e distingue morphologiquement des autres geckos par ses six (occasionnellement quatre) pores pré-anaux ronds légèrement élargis en une forme de «V» peu profond pointé en avant. Ce gecko se différencie aussi par ses écailles dorsales modérément penchées,  et par ses écailles ventrales légèrement plus larges que les écailles dorsales (plutôt que toutes les écailles plates et subéquales ).

## Étymologie
Le nom sexapora viens du latin "sex" (six) et "porus" (pores). Ce nom est donné à ce gecko en référence à ses six pores pré-anaux.

## Répartition
Cette espèce est endémique du Kimberley en Australie-Occidentale.

## Habitat
Ce gecko vit principalement dans des forêts.

## Publication originale
- Pepper, Doughty, Hutchinson & Keogh, 2011 : Ancient drainages divide cryptic species in Australia’s arid zone: Morphological and multi-gene evidence for four new species of Beaked Geckos (Rhynchoedura). Molecular Phylogenetics and Evolution, vol. 61, n. 3, p. 810-822.